# سامسونج جالكسي إيه 52
سامسونج جالكسي أي 52 (بالإنجليزية: Samsung Galaxy A52)‏ هو هاتف ذكي من شركة سامسونج، تم الإعلان عن الهاتف في مارس2021 وأبرز ما يميز Samsung Galaxy A52 هي الكاميرات الممتازة والتصميم العصري الجذاب.

## مواصفات الهاتف
- خامات الهاتف من البلاستيك، بإطار من البلاستيك و ظهر بلاستيكي، بتصميم مشابه لهاتف Galaxy Note 20، مع نتوء كاميرا بشكل أفضل.[1][2]
- معيار IP67، يتحمل حتى عمق 1.5 متر لمدة 30 دقيقة.
- شاشة بحجم 6.5 بوصة، من نوع Super AMOLED، و بدقة 2400*1080 بيكسل.
- يأتي الهاتف بمعالج من كوالكوم، من نوع Snapdragon 720G، بدقة تصنيع 8 نانومتر و هو معالج ثماني النواة.
- يأتي بمعالج رسوميات من نوع Adreno 618 بسرعة 750 ميجاهرتز.
- كاميرا خلفية رباعية:
  - 64 ميجابيكسل (رئيسية)، وبفتحة عدسة f/1.8.
  - 12 ميجابيكسل (زاوية واسعة)، وبفتحة عدسة f/2.2.
  - 5 ميجابيكسل (عدسة الماكرو)، وبفتحة عدسة f/2.4.
  - 2 ميجابيكسل (عدسة العمق)، وبفتحة عدسة f/2.4.
- كاميرا أمامية بدقة 32 ميجابيكسل، بفتحة عدسة f/2.2.
- بطارية الهاتف بحجم 4500 مللي أمبير، غير قابلة للإزالة.
- يدعم الهاتف الشحن السريع بقوة 25 واط.
- يدعم الهاتف شريحتين، و منفذ منفصل للذاكرة الخارجية (ميموري كارد) حتى 1 تيرابايت.
- ذاكرة عشوائية بحجم 8 جيجابايت، من نوع LPDDR4x.
- ذاكرة داخلية بحجم 256 جيجابايت، من نوع UFS 2.0.
- يدعم الهاتف مستشعرات التسارع، التقارب، البوصلة و الچايروسكوب.
- يأتي الهاتف بسماعات سبيكر Dual Speakers ستريو.
- يدعم الهاتف شبكات الجيل الثاني و الثالث و الرابع.
- يدعم الهاتف بصمة أمامية تحت الشاشة.
- يدعم الهاتف مدخل سماعات الأذن 3.5mm.
- يأتي الهاتف بنظام اندرويد 11، بواجهة تشغيل One UI 3.1.